# جرعة جينية
الجرعة الجينية هي عدد نُسخ جين معين في الجينوم. للجرعة الجينية علاقة بكمية الناتج الجيني الذي يمكن للخلية التعبير عنه، ولكن بصفة عامة تعتمد كمية الناتج الجيني التي تُنتج في خليةٍ على تنظيم التعبير الجيني. ومع ذلك، يمكن لتغيراتٍ في الجرعة الجينية (اختلاف عدد النسخ [الإنجليزية]) بسبب غرز أو حذف جيني أن يكون لها نتائج نمطية ظاهرة معتبرة.
لدى حقيقيات النوى، يُعبر عن معظم الجينات المتواجدة في الخلية كجينات جسمية (صبغي جسمي) ويتواجد منها نسختان، وأيُّ تغيراتٍ في هذه الجرعة المكونة من نسختين من الجين، تكون لها علاقة مهمة بتغيرات كميةٍ ونوعيةٍ في الأنماط الظاهرية للسمات وتم ربطها بالعديد من الأمراض الصحية مثل تلك المرتبطة بضمور العضلات الشوكي ومتلازمة داون. في متلازمة داون، يزيد التعبير الجيني عن الصبغي 21 بـ50% وينتج عن هذا الأمر إعاقات صحية وذهنية معتبرة (1 من كل 800 مولود بشري حي لديه متلازمة داون).
تتكاثر بدائيات النوى عبر التكاثر اللاجنسي، عادة عبر الانقسام الثنائي. يتواجد الصبغي البكتيري بنسخة واحدة لكل خلية، لكن مع ذلك يمكن أن يكون هنالك تغيرٌ في الجرعة الجينية بسبب تضاعف الدنا الذي يبدأ في أصل التضاعف وينتهي في موقع الإنهاء. تُضاعَف الجينات القريبة من موقع أصل التضاعف أولا وبالتالي تكون موجودة بنسختين في الخلية لمدة أطول من الجينات القريبة من موقع الإنهاء. هذه التغيرات الطفيفة في الجرعة الجينية مسؤولة على اختلاف التعبير الجيني وذلك حسب موضع الصبغي.